# Al Peclers
Al Peclers, de son vrai nom Alexis Peclers, né à Liège en 1920 et mort le 20 décembre 1985, est un auteur de bande dessinée belge. Il a travaillé sous différents pseudonymes, tels que Donogan, Pec, J.B. Stone et Styx.

## Biographie
Alexis Peclers naît en 1920 à Liège. Il est un des principaux dessinateurs belges de l'hebdomadaire Wrill, publié en 1945 par les éditions Gordinne, dans lequel il publie entre autres sous divers pseudonymes , Roger la bagarre, Jehan Niguedouille, Texas Jim et Thimothée. Dès 1940, il anime le personnage folklorique et emblématique liégeois Tchantchès dans La Légia, trois albums sont publiés aux éditions Gordinne et réédités sous forme d'intégrale en noir et blanc sous une couverture réalisée par François Walthéry dans la collection « Les classiques de la B.D. belge » aux éditions Noir Dessin Production établies à Grivegnée en 2007. Parallèlement, il réalise, en 1944, les couvertures des huit titres de la collection « Moderns Policier » des éditions Chagor, de Liège, maison créée par Charles Gordinne (Cha-Gor).
Peclers réalise seul une bande dessinée policière Le Croissant noir dans le quotidien Le Phare en avril 1947. À partir de 1947, il est également présent dans Cap'taine Sabord avec Galma la Cité Perdue et Talmouf,. Puis, en 1948, il part s'établir à Léopoldville au Congo belge où il poursuit une carrière de journaliste et y crée le journal Tam-tam. Forcé de quitter le pays et ruiné par l'indépendance du Congo, il dirige ensuite un hôtel en Espagne puis s'établit en France en 1962.
Al Peclers meurt le 20 décembre 1985, à l'âge de 65 ans.

## Publications
- Sans date : Les Aventures de Jolliker T.1, par J.B. Stone, éd. Roya Bruges
- Sans date : Les Aventures de Jolliker T.2, L'Or du Foumouala, par J.B. Stone, éd. Roya Bruges
- Sans date : Roger la bagarre, éd. Gordinne
- 1942 : Tchantchès t. 1, Les aventures de Tchantchès, par Pec, éd. Gordinne
- Sans date : Tchantchès t. 2, Tchantchès au far-west, par Pec, éd. Gordinne
- Sans date : Tchantchès t. 3, Tchantchès et les conspirateurs, par Pec, éd. Gordinne
- 1946 : Les Tribulations de Jehan Niguedouille, éd. Gordinne
- 2007 : Tchantchès, ses 3 premières aventures, Noir Dessin Production, coll. « Les classiques de la B.D. belge »  (ISBN 2-87351-159-1).

### Collection «Moderns Policier» des éditions Chagor
- Le Bracelet de Jade de Louis-Thomas Jurdant, 1944 (OCLC 1400835780)
- Les Derniers Templiers de J.-B. Therry, s.d. (OCLC 1009985576)
- Tête rouge de J. de Francque N., 1944 (OCLC 1400804489)
- L'Homme de Durango de Paul Max, no 4 dans la collection, 1944  (OCLC 1400291150)
- Le Détective épouvanté de J. J. Marine, 1944 (OCLC 1400834147)
- Le Garage du Coq d'or de Louis-Thomas Jurdant, 1944 (OCLC 1400291579)
- L'Agence Deck & Cie de J. de Francque N., 1944 (OCLC 1400287881)
- L'Affaire du quartier Maillechort de Jean Deciel, 1944 (OCLC 1400303355).

#### Livres
: document utilisé comme source pour la rédaction de cet article.
- Jean Van Hamme, Introduction à la bande dessinée belge, Bruxelles, Bibliothèque royale de Belgique, 1968, 80 p., ill. ; 26 cm (lire en ligne), p. 39[catalogue] publié à l'occasion de l'exposition La bande dessinée en Belgique, Bibliothèque Albert Ier, [Bruxelles], du 29 juin au 25 août 1968.
- Jacques Fiérain, « Peclers, Al », dans La BD dans les provinces de Liège, Namur et Luxembourg, Charleroi, Éd. l'Âge d'or, 2004, 112 p., ill. ; 31 cm (ISBN 9782960019698, OCLC 470388297, présentation en ligne), p. 80.
- Frans Lambeau, « Peclers, Alexis », dans Dictionnaire illustré de la bande dessinée belge : de la libération aux fifties (1945-1950), Liège, Les Éditions de la Province de Liège, 2016, 327 p., ill. ; 27 cm (ISBN 9782390100294 et 2390100295, OCLC 949771202, présentation en ligne), p. 218. .

#### Périodiques
- Dany Evrard et Michel Roland, « Du dessin animé à la bande dessinée: Wrill », Le Collectionneur de bandes dessinées, no 23,‎ 1980 (ISSN 0151-4407).
- Dany Evrard et Michel Roland, « Al Peclers », Le Collectionneur de bandes dessinées, no 33,‎ 1982 (ISSN 0151-4407).
- Louis Cance, « Remember Al Peclers », Hop !, Aurillac, AEMEGBD, no 38,‎ décembre 1985 (ISSN 0768-9357).
- Dany Evrard et Michel Roland, Gordinne, éditeur Liégeois, pionnier de le bande dessinée, Liège, Deville Graphic, 1992.